# 262
Криза Римської імперії у 3 столітті. Період тридцяти тиранів. Правління імператора Галлієна. В імперії закінчилася чума Кипріяна. У Китаї триває період трьох держав, в Японії — період Ямато, в Індії період занепаду Кушанської імперії, у Персії править династія Сассанідів.
На території лісостепової України Черняхівська культура. У Північному Причорномор'ї готи й сармати.

## Події
- Готи й герули продовжують грабувати Малу Азію. Вони зруйнували храм Артеміди в Ефесі. (можлива дата)
- Кирена й Ефес постраждали від землетрусу.